# Sempronius (New York)
Sempronius est une ville située dans le comté de Cayuga, dans l' État de New York, aux États-Unis,. En 2010, elle comptait une population de 895 habitants, estimée au 1er juillet 2016 à 933 habitants.

## Démographie
Lors du recensement de 2010, la ville comptait une population de 895 habitants. Elle est estimée, en 2016, à 933 habitants.